# Dsungaripteroidea
Los dsungaripteroideos (Dsungaripteroidea) son una superfamilia de pterosaurios dentro del suborden Pterodactyloidea. Los primeros fósiles conocidos atribuidos a este grupo proviene de la Formación Argiles d'Octeville de Francia, que data de la época Kimmeridgiense del Jurásico Superior, hace cerca de 155 millones de años, pertenecientes a la especie Normannognathus wellnhoferi. La última especie de dsungaripteroide es Lonchognathosaurus acutirostris, de los estratos del Albiense (Cretácico Inferior) de la Formación Lianmuqin de Xinjiang, en China, hace cerca de 112 millones de años.

## Clasificación
Listado de familias y géneros según la clasificación de Unwin (2006) a menos que se anote lo contrario.
- Superfamilia Dsungaripteroidea
  - Herbstosaurus
  - Kepodactylus
  - Normannognathus
  - Tendaguripterus
  - Familia Dsungaripteridae
    - Domeykodactylus
    - Dsungaripterus
    - Germanodactylus?[4]
    - Lonchognathosaurus
    - Noripterus
    - Puntanipterus[4]

## Filogenia
Cladograma según Unwin (2003).
| Dsungaripteroidea | \| \| ?Herbstosaurus \| \| \| \| \| \| ?Kepodactylus \| \| \| \| \| \| ?Puntanipterus \| \| \| \| \| \| Germanodactylidae \| \| \| \| \| \| Dsungaripteridae \| \| \| \| |
|                   | \| \| ?Herbstosaurus \| \| \| \| \| \| ?Kepodactylus \| \| \| \| \| \| ?Puntanipterus \| \| \| \| \| \| Germanodactylidae \| \| \| \| \| \| Dsungaripteridae \| \| \| \| |
|                   | ?Herbstosaurus |
|                   | |
|                   | ?Kepodactylus |
|                   | |
|                   | ?Puntanipterus |
|                   | |
|                   | Germanodactylidae |
|                   | |
|                   | Dsungaripteridae |
|                   | |